# Fred Randall
Pour les articles homonymes, voir Randall.
Fred G. Randall  (25 janvier 1931-5 juillet 2002) est un homme politique canadien de la Colombie-Britannique. Il est député provincial néo-démocrate de la circonscription britanno-colombienne de Burnaby-Edmonds de 1991 à 2001.

## Biographie
Né à Vancouver en Colombie-Britannique, Randall est représentant et éventuellement chef exécutif de la International Union of Operating Engineers (en). Il entame une carrière publique en siégeant au conseil municipal de Burnaby et siège au conseil des gouverneurs de l'Institut de technologie de la Colombie-Britannique. 
En tant que député, il est secrétaire parlementaire de plusieurs ministres du cabinet. Randall ne se représente pas en 2001.
Randall meurt d'une leucémie l'année suivante, en janvier 2002 à l'âge de 71 ans.
Le centre aquatique du Edmonds Community Centre de Burnaby est nommé Fred Randall Pool  en son honneur.